# 劉孝勝
劉孝勝（490年代—6世紀）彭城人，南梁官员。
劉孝勝的祖父是劉宋司空劉勔，父親南齊大司馬霸府從事中郎劉繪，兄弟劉孝綽、劉孝熊（孝能）、劉潛（劉孝儀）、劉孝威、劉孝先。他歷任邵陵王蕭綸的法曹、湘東王蕭繹的安西主簿記室、尚書左丞；外任信義太守，因公事免任；之後他復任尚書右丞，兼散騎常侍。大同八年（542年）出使東魏回國後，劉孝勝任職安西武陵王蕭紀的長史、蜀郡太守。太清年間，侯景攻陷建康，蕭紀在他和蕭圓照的鼓動下自行在成都稱帝，任命他為尚書僕射。承聖年間，劉孝勝跟隨蕭紀離開峽口，蕭紀兵敗，他被捉拿下獄，梁元帝寬免他，任命為司徒右長史，之後事蹟不詳。

## 引用
1. ↑  《梁書·卷三十三·列傳第二十七》：劉孝綽字孝綽，彭城人，本名冉。祖勔，宋司空忠昭公。父繪，齊大司馬霸府從事中郎。
2. 1 2  《梁書·卷四十一·列傳第三十》：劉潛字孝儀，秘書監孝綽弟也。……第二兄孝能……第五弟孝勝，歷官邵陵王法曹、湘東王安西主簿記室、尚書左丞。出爲信義太守，公事免。久之，復爲尚書右丞，兼散騎常侍。……第六弟孝威……第七弟孝先……
3. 1 2  《南史·卷三十九·列傳第二十九》：第五弟孝勝，位尚書右丞、兼散騎常侍。
4. ↑  《魏書·卷九十八·列傳第八十六》：其年（興和四年）冬，又遣散騎常侍劉孝勝、通直常侍謝景朝貢。
5. ↑  《梁書·卷四十一·列傳第三十》：聘魏還，爲安西武陵王紀長史、蜀郡太守。太清中，侯景陷京師，紀僭號於蜀，以孝勝爲尚書僕射。
6. ↑  《南史·卷六十二·列傳第五十二》：聘魏還，為安西武陵王紀長史、蜀郡太守。紀僭號於蜀，以為尚書僕射。
7. ↑  《資治通鑑·卷一百六十五·梁紀二十一》：武陵王紀至巴東，知侯景已平，乃自悔，召太子圓照責之，對曰：「侯景雖平，江陵未服。」紀亦以既稱尊號，不可復為人下，欲遂東進。將卒日夜思歸，其江州刺史王開業以為宜還救根本，更思後圖；諸將皆以為然。圓照及劉孝勝固言不可，紀從之，宣言於眾曰：「敢諫者死！」
8. ↑  《梁書·卷四十一·列傳第三十》：承聖中，隨紀出峽口，兵敗，被執下獄。世祖尋宥之，起爲司徒右長史。
9. ↑  《南史·卷六十二·列傳第五十二》：隨紀出峽口，兵敗被執。元帝宥之，以為司徒右長史。